# Viguiera gilliesii
Viguiera gilliesii là một loài thực vật có hoa trong họ Cúc. Loài này được (Hook. & Arn.) Hieron. miêu tả khoa học đầu tiên năm 1881.